# Dirlewang
Dirlewang – gmina targowa w Niemczech, w kraju związkowym Bawaria, w rejencji Szwabia, w regionie Donau-Iller, w powiecie Unterallgäu, siedziba wspólnoty administracyjnej Dirlewang. Leży w Szwabii, około 5 km na południe od Mindelheimu, nad rzeką Mindel, przy drodze B16.

## Dzielnice
W skład gminy wchodzą następujące dzielnice:
Altensteig, Dirlewang, Helchenried i Osterlauchdorf.

## Demografia
| Rok  | Liczba mieszk. |
| ---- | -------------- |
| 1970 | 1 540          |
| 1987 | 1 762          |
| 2000 | 2 098          |

## Polityka
Wójtem gminy jest Alois Mayer (ÜWG), rada gminy składa się z 14 osób.
|      | ÜWG | UBG Altensteig | UDG | CSU/UDG | Razem |
| 2008 | 5   | 2              | -   | 7       | 14    |
| 2002 | 7   | 2              | 5   | -       | 14    |

## Oświata
W gminie znajduje się przedszkole oraz szkoła podstawowa (217 uczniów).